# Quận Cooper, Missouri
Quận Cooper là một quận thuộc tiểu bang Missouri, Hoa Kỳ. Theo điều tra dân số năm 2000 của Cục điều tra dân số Hoa Kỳ, quận có dân số 16.670 người 2. Quận lỵ đóng ở Boonville 6

## Địa lý
Theo Cục điều tra dân số Hoa Kỳ, quận có tổng diện tích 570 dặm vuông Anh (1.476,3 km2), trong đó có 5 dặm vuông Anh (12,9 km2)  là diện tích mặt nước.

### Xa lộ
- Interstate 70
- U.S. Route 40
- U.S. Route 50
- Missouri Route 5
- Missouri Route 41
- Missouri Route 87
- Missouri Route 98
- Missouri Route 135
- Missouri Route 179

### Quận giáp ranh
- Quận Howard  (bắc)
- Quận Boone  (đông bắc)
- Quận Moniteau  (đông nam)
- Quận Morgan  (nam)
- Quận Pettis  (tây)
- Quận Saline  (tây bắc)

## Thông tin nhân khẩu
Theo điều tra dân số năm 2000 2, đã có 16.670 người, 5.932 hộ và 4.140 gia đình sống trong quận hạt. Mật độ dân số là 30 cho mỗi dặm vuông (11/km ²). Có 6.676 đơn vị nhà ở mật độ trung bình là 12 trên một dặm vuông (5/km ²). Cơ cấu dân tộc của cư dân sinh sống ở quận này bao gồm 89,05% người da trắng, 8,96% da đen hay Mỹ gốc Phi, 0,36% người Mỹ bản xứ, 0,23% châu Á, Thái Bình Dương 0,02%, 0,28% từ các chủng tộc khác, và 1,11% từ hai hoặc nhiều chủng tộc. 0,86% dân số là người Hispanic hay Latino thuộc một chủng tộc nào. 38,1% là người gốc Đức, 18,7% người Mỹ, 8,1% người gốc Anh và 8,0% gốc Ailen theo điều tra dân số năm 2000.
Có 5.932 hộ, trong đó 31,80% có trẻ em dưới 18 tuổi sống chung với họ, 57,40% là đôi vợ chồng sống với nhau, 9,00% có một chủ hộ nữ và không có chồng, và 30,20% là không lập gia đình. 26,10% hộ gia đình đã được tạo ra từ các cá nhân và 12,60% có người sống một mình 65 tuổi hoặc cao tuổi hơn. Cỡ hộ trung bình là 2,46 và cỡ gia đình trung bình là 2,97.
Phân bố tuổi đã được 22,80% dưới độ tuổi 18,% 14,00 18-24, 27,40% 25-44, 20,60% từ 45 đến 64, và 15,20% từ 65 tuổi trở lên. Độ tuổi trung bình là 35 năm. Đối với mỗi 100 nữ có 117,40 nam giới. Đối với mỗi 100 nữ 18 tuổi trở lên, đã có 120,00 nam giới.
Các hộ gia đình thu nhập trung bình là USD 35.313, và thu nhập gia đình trung bình là USD 41.526. Phái nam có thu nhập trung bình USD 28.513 so với 20.965 USD của phái nữ. Thu nhập bình quân đầu người là 15.648 USD. Có 8,30% gia đình và 10,70% dân số sống dưới mức nghèo khổ, bao gồm 12,80% những người dưới 18 tuổi và 8,30% của những người 65 tuổi hoặc hơn.